# Estadio Huancayo
L'Estadio Huancayo est un stade de football situé à Huancayo au Pérou.

## Histoire
Inauguré en 1962 sous le nom de Estadio IV Centenario, il est situé à 3 259 m d’altitude et dispose d'une capacité de 17 000 places. Dans les années 2000, il adopte son nom actuel. 
Le stade sert de cadre à des rencontres de 1re division et accueille les matchs du Sport Huancayo. Dans le passé d'autres équipes de D1 y ont évolué notamment le Deportivo Junín dans les années 1980 et le Deportivo Wanka dans les années 2000.  
Le 16 septembre 2008, l'Estadio Huancayo est utilisé pour la première fois comme enceinte pour un match international, en l'occurrence la rencontre entre le Sport Áncash et le Deportivo Ñublense valable pour la Copa Sudamericana 2008 (victoire 4-0 des premiers). Dès lors, d'autres rencontres internationales se sont déroulées dans le stade qui a abrité des matchs de Copa Sudamericana (2008 donc, puis 2010, 2013, 2016, 2017, 2018, 2019, 2020, 2021 et 2022) et de Copa Libertadores (2012, 2014 et 2023).
Le 18 décembre 2013, l'Universitario de Deportes et le Real Garcilaso y ont disputé la finale du championnat 2013 avec une victoire des premiers aux tirs au but (1-1, 5-4tab). 15 200 spectateurs s'y sont donné rendez-vous à l'occasion.